# Romolo
Romolo is een station in de Italiaanse stad Milaan dat werd geopend op 13 april 1985 en wordt bediend door lijn 2 van de metro van Milaan alsmede door de ferrovie suburbane.

## Geschiedenis
In het metroplan van 1952 zou lijn 2 langs een oostelijkere route, ongeveer onder de Via Giuseppe Meda naar het zuiden lopen. In 1976 werd de gerealiseerde route vastgelegd om Porta Genova FS een aansluiting op de metro te bieden en werd Romolo als zuidelijk eindpunt van de lijn op de plankaart gezet. Het baanvak Porta Genova – Romolo werd op 13 april 1985 geopend, in 1994 volgde een verdere verlenging naar het zuiden. In het kader van het stadsgewestelijk net dat in 2004 van start ging werden ter hoogte van het metrostation perrons langs de ringspoorlijn gebouwd die op 19 juni 2006 in gebruik genomen werden.

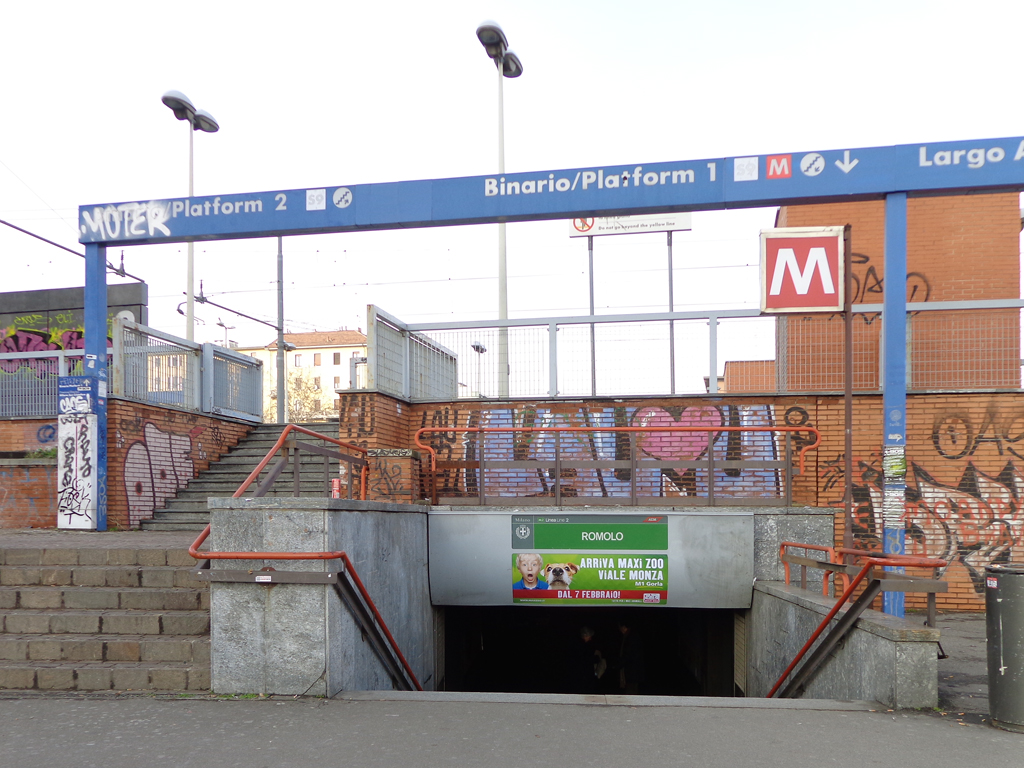
De zuidelijke toegang, S9 boven, M2 onder.
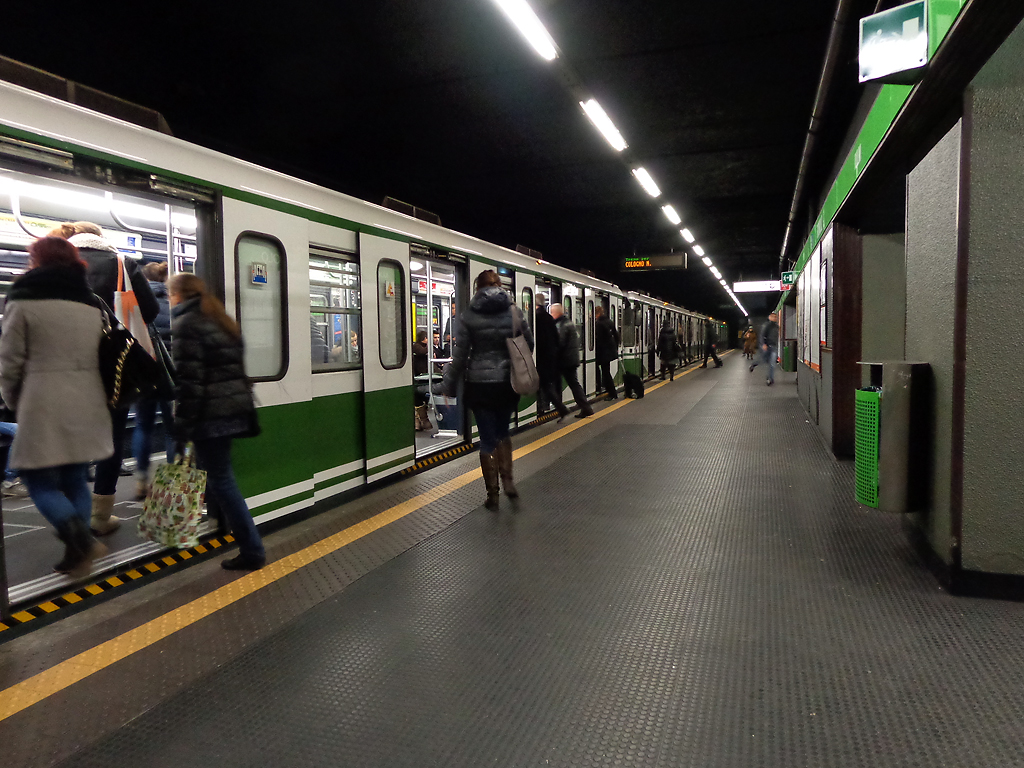
Een metrostel langs het perron
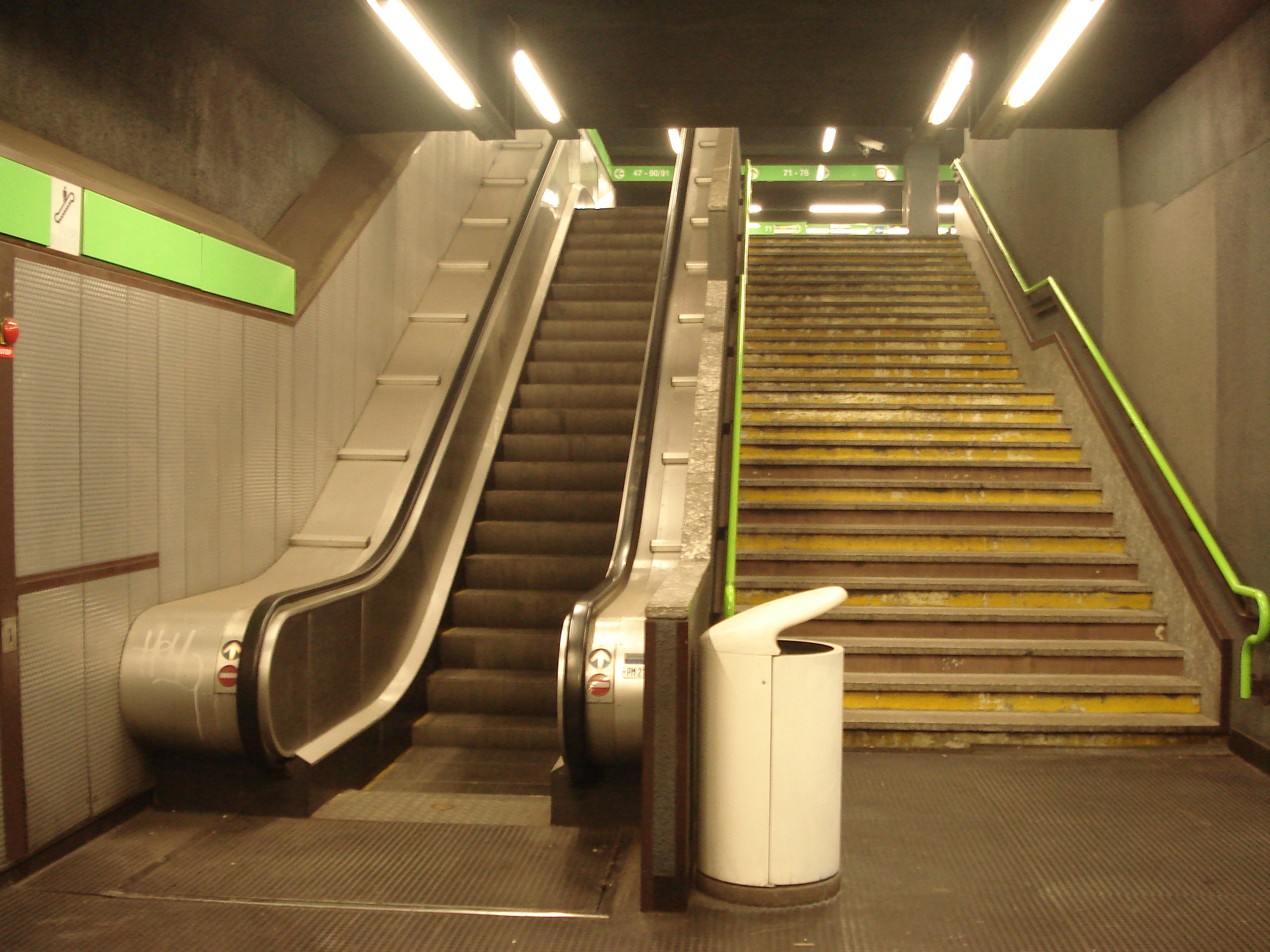
Trap en roltrap tussen verdeelhal en perron

## Ligging en inrichting
De metroperrons ligging in het verlengde van de Via Romolo, waar het station zijn naam aan dankt, vlak ten noorden van de ringspoorlijn. De trolleybussen rijden op een vrije busbaan parallel aan de ringspoorlijn, de haltes hebben eigen toegangen tot de voetgangerstunnels naar de verdeelhal. Op het stationsplein, Largo Ascari, boven de verdeelhal liggen verschillende bushaltes en toegangstrappen. Ten noorden van de zijperrons liggen overloopwissels en ten zuiden van de perrons ligt onder de ringspoorlijn een kruiswissel zodat metrostellen konden keren toen Romolo eindpunt was. Ten oosten van de doorgaande sporen naar het zuiden ligt daartoe ook een opstelspoor. De onderdoorgang onder de ringspoorlijn die voor de metro was aangelegd wordt nu ook gebruikt voor de reizigers van de S9. Aan de zuidkant van de ringspoorlijn ligt een busstation en een aantal faculteiten van de universiteit. Verder is hier een parkeerterrein voor P & R doeleinden.